# Divlji vjetre
Divlji vjetre (kroatisch für Wilder Wind) ist ein kroatischsprachiger Popsong, der von Ante Pecotić geschrieben und vom kroatischen Sänger Damir Kedžo interpretiert wurde. Mit dem Titel gewannen sie die Dora 2020 und sollten Kroatien beim Eurovision Song Contest 2020 in Rotterdam vertreten.

## Hintergrund und Produktion
Ante Pecotić schrieb bereits mehrere Beiträge für die Dora, das letzte Mal 2019. Kedžo nahm dagegen zum zweiten Mal teil. Pecotić habe Divlji Vjetre bereits sieben Jahre vor dem Festival geschrieben. Er habe auf den passenden Moment gewartet, da für den Titel ein souveräner Sänger benötigt worden sei. Er habe sich lieber Zeit gelassen, anstatt eine voreilige Entscheidung zu treffen. Bei der Dora wurde Kedžo von Anja Stanić, Ana Kabalin, Medea Market Sindik, Gina Škulić und Mateja Majerle als Backgroundsängerinnen begleitet.
Der Titel wurde von Bojan-Shalla Šalamon und Matija Rodić arrangiert.

## Musik und Text
Laut dem Interpreten habe man sich bei der Produktion des Arrangements von klassischer Filmmusik, etwa aus Inception und Gladiator inspirieren lassen. Den Text beschrieb er als „poetisch“. Er handle von einer Beziehung, welche einer der Partner nach vielen Jahren ohne Grund beendet. Er wolle mit dem Lied die Wut, aber auch die Liebe des Verlassenen beschreiben. Mit dem Ausdruck des „wilden Windes“ wolle er die verschwundene Person beschreiben und bezog sich hierbei auf das Phänomen des Ghostings.
Der Song besteht aus drei Strophen, welche sich in Länge und Struktur voneinander unterscheiden. Der Refrain wird zweimal gesungen. In der ersten Ausführung singt Kedžo ihn alleine, bevor der Chor eine Zeile (Ono što nisi više) singt. Die zweite Wiederholung wird vom Chor gesungen, wobei die charakteristische Rückung zum Einsatz kommt. Kedžos Gesang setzt hierbei gegen Ende der ersten Zeile ein.

## Beim Eurovision Song Contest
Kroatien hätte im ersten Halbfinale des Eurovision Song Contest 2020 mit diesem Lied auftreten sollen. Aufgrund der fortschreitenden COVID-19-Pandemie wurde der Wettbewerb jedoch abgesagt.

## Rezeption
Laut Aleksandar Dragaš des Jutarnji list wäre Aklea Neons konkurrierender Dora-Beitrag die einzig richtige Wahl gewesen. Ähnliche Titel wie Divlji vjetre seien beim ESC oft nicht erfolgreich gewesen.
ESCXtra ordnete den Titel der sogenannten „Balkan-Balladen“ zu. Lob erhielt das Lied für den Schluss und Kedžos Stimme. Negativ wurde angemerkt, dass der Titel wenig im Gedächtnis bliebe. Laut ESC Kompakt werde „auch hier das Rad nicht neu erfunden“, aber dennoch sei es ein angenehmer Beitrag. Die letzte Minutes des Titels sei die beste, weil „stimmlich, rhythmisch, dramatisch mit großer Power noch richtig viel passiert“. Irving Wolther bezeichnete Divlji Vjetre als „unglaublich konventionell“.

## Veröffentlichung
Der Titel wurde zusammen mit den restlichen Dora-Beiträgen am 2. März 2020 auf einem Sampler von Croatia Records veröffentlicht. Zwei Wochen später erschien eine leicht überarbeitete und gekürzte Version des Liedes als Single. Am 18. Mai wurde ein EDM-Remix samt Musikvideo veröffentlicht. Es zeigt Kedžo vor dem Islamischen Zentrum in Rijeka. Regie führte Mladen Đaković.

## Kommerzieller Erfolg
Der Titel erreichte in der Woche nach der Dora unmittelbar den ersten Platz der nationalen Hitparade.
| ChartsChartplatzierungen | Höchstplatzierung | Wochen |
| ------------------------ | ----------------- | ------ |
| Kroatien (HDU)           | 1 (27 Wo.)        | 27     |